# Kogyoku

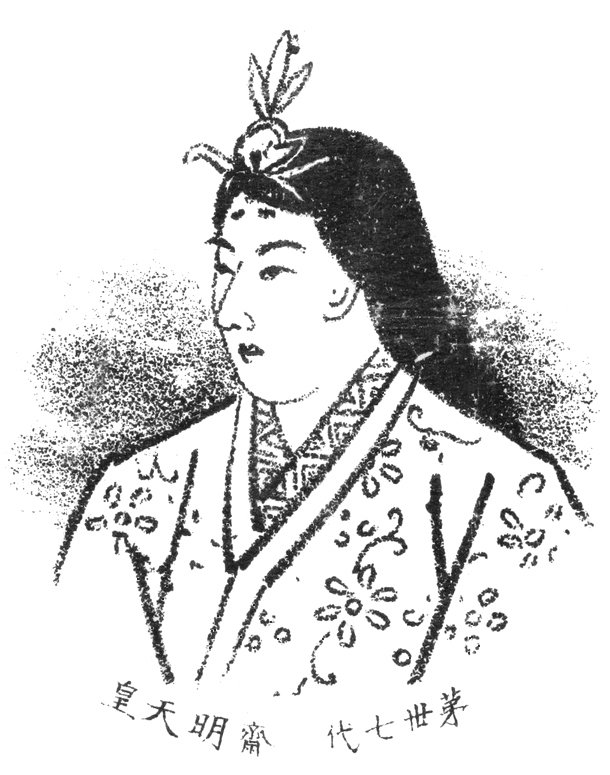
Empress Kogyoku-Saimei

Kogyoku eller Saimei, född som Takara 594, död 661, var en regerande japansk kejsarinna.  Hon regerade vid två tillfällen, under olika namn: från 642 till 645 under namnet Kogyoku, och från 655 till 661 under namnet Saimei.

## Biografi
Kogyoku var dotter till prins Chinu och prinsessan Kibitsu-hime och barnbarnsbarn till kejsar Bidatsu. Hon gifte sig med sin farbror/morbror, kejsar Jomei, och blev mor till kejsar Tenji, kejsar Temmu och kejsarinnan Hashihito. 
År 642 efterträdde hon sin make och besteg tronen under namnet Kogyoku. Hon innehade troligen inte titeln tenno, kejsare/kejsarinna, eftersom denna titel ännu inte hade kommit i bruk i Japan vid denna tidpunkt, utan kallades troligen "Den stora drottningen som styr över allt under himmelen" och "Yamatos drottning". År 645 mördades Soga no Iruka av hennes son tronföljaren i ett attentat mitt framför ögonen på henne, och hon abdikerade till förmån för sin bror och svärson, kejsar Kōtoku. 
Vid hennes brors död 654 var tronen vakant i ett år, varefter hon återuppsteg på tronen, nu under namnet Saimei, medan hennes son kvarblev som tronföljare. År 660 utlovade hon japansk hjälp till Paekche i Korea mot Silla, och i början av 661 förberedde hon en militärexpedition mot Silla. Hon gjorde sig redo för att avsegla i spetsen för Japans armé mot Silla Korea tillsammans med Paekches armé, men avled strax innan hon hann avsegla. 